# Kayen (Bandar Kedung Mulyo)
Kayen is een bestuurslaag in het regentschap Jombang van de provincie Oost-Java, Indonesië. Kayen telt 4529 inwoners (volkstelling 2010).